# بومن، شهرستان کریگ‌هد، آرکانزاس
بومن (به انگلیسی: Bowman) یک منطقهٔ مسکونی در ایالات متحده آمریکا است که در کریگهد واقع شده‌است. بومن ۷۱٫۹۳ متر بالاتر از سطح دریا واقع شده‌است.